# Río Loña
El río Loña o Lonia es un curso de agua del noroeste de la península ibérica, afluente del Miño por la izquierda. Discurre por la provincia española de Orense.

## Descripción
Discurre por la provincia de Orense. El curso del río termina desembocando en el Miño aguas arriba de la ciudad de Orense. Aparece descrito en el decimosexto volumen del Diccionario geográfico-estadístico-histórico de España y sus posesiones de Ultramar de Pascual Madoz de la siguiente manera:

LOÑA: riach. en la prov. de Orense, que tiene su origen en las faldas occidentales del monte Cabeza de Meda, en la felig. de su nombre, ayunt. de Noguera de Ramoin. Durante se curso de E. á SO. baña á der. é izq. distintas parr., y recibe algunos arroyos hasta que confluye en el r. Miño, por entre las de Cebollino y Belle al N. de la cap. de prov. Tiene varios puentecillos, siendo el mas notable el de su nombre cerca de su confluencia; es de madera y existe sobre una de las veredas que salen de Orense y por la izq. del Miño se dirije á la prov. de Lugo. Las aguas de este riachuelo crian alguna pesca menuda, y dan impulso á distintos molinos harineros.
(Madoz, 1847, p. 370)

Perteneciente a la cuenca hidrográfica del Miño, sus aguas acaban vertidas en el océano Atlántico.